# Villa du Progrès
La villa du Progrès est une voie du 19e arrondissement de Paris, en France.

## Situation et accès
La villa du Progrès est une voie publique située dans le 19e arrondissement de Paris. Elle débute au 37, rue de Mouzaïa et se termine au 2, rue de l'Égalité.
Elle fait partie du quartier de la Mouzaïa.
Elle est desservie par la ligne de métro 7 bis à la station Danube.

## Origine du nom
L'origine du nom de cette voie semble inconnue car elle n'est indiquée dans aucun des ouvrages consultés.

## Historique
Cette voie est ouverte sous sa dénomination actuelle en 1889.
Elle est classée dans la voirie de Paris par un arrêté municipal du 1er mars 1990.